# Chisato Tanaka
Chisato Tanaka (jap. 田中 千智, Tanaka Chisato; * 13. August 1988 in der Präfektur Fukuoka) ist eine ehemalige japanische Leichtathletin, die sich auf den Sprint spezialisiert hat.

## Sportliche Laufbahn
Erste internationale Erfahrungen sammelte Chisato Tanaka im Jahr 2005, als sie bei den Jugendweltmeisterschaften in Ostrava im 200-Meter-Lauf mit 25,30 s in der ersten Runde ausschied. 2010 nahm sie an den Asienspielen in Guangzhou teil und schied dort im 400-Meter-Lauf mit 53,99 s in der Vorrunde aus und belegte mit der japanischen 4-mal-400-Meter-Staffel in 3:31,81 min Rang vier. Im Jahr darauf gewann sie bei den Asienmeisterschaften in Kōbe in 54,08 s die Bronzemedaille über 400 Meter hinter der Chinesin Chen Jingwen und Chandrika Rasnayake aus Sri Lanka. Zudem siegte sie mit der Staffel in 3:35,00 min. 2016 bestritt sie in Fukuroi ihren letzten Wettkampf und beendete daraufhin ihre Karriere als Leichtathletin im Alter von 27 Jahren.
2010 wurde Tanaka japanische Meisterin im 400-Meter-Lauf.

## Persönliche Bestleistungen
- 200 Meter: 23,94 s (+1,4 m/s), 19. Juni 2010 in Hiratsuka
- 400 Meter: 53,47 s, 12. September 2008 in Tokio